# 해군검찰단
해군검찰단(海軍檢察團)은 대한민국 해군 해군참모총장 직속 검찰집단이다.

## 역사
2021년 2월 1일, 각각의 지휘관에게 부여되어 있던 검찰 지휘권을 해군참모총장에게 집중시키기 위해 해군본부에서 창설하였다. 이로서 해군 지휘관은 수사 지휘권의 부담이 줄어들어, 부대 지휘 업무에 좀더 집중할 수 있게 되었다.

## 조직 구조
- 고등검찰부: 검찰사건 관할 조정 및 항소 상고 사건 공소 유지, 포렌식 장비 관리 및 운용하여 증거를 분석.
- 보통검찰부: 관할 형사사건을 수사, 변사자 검시 부검 통제
  - 전국 11개 수사과

## 역대 단장
| # | 계급 | 성명   | 취임일         | 이임일 | 비고                                       |
| - | ---- | ------ | -------------- | ------ | ------------------------------------------ |
| 1 | 대령 | 고민숙 | 2021년 2월 1일 | 임기중 | 해군의 첫번째 여군 법무관이자 첫 여군 대령 |

## 같이 보기
- 국방부검찰단

## 참고
1. ↑  김정래 (2021년 2월 2일). “해군 검찰단 창설...검찰 지휘권 부석종 총장에 일원화”. 아주경제. 2021년 2월 3일에 확인함.